# کو بون-چان

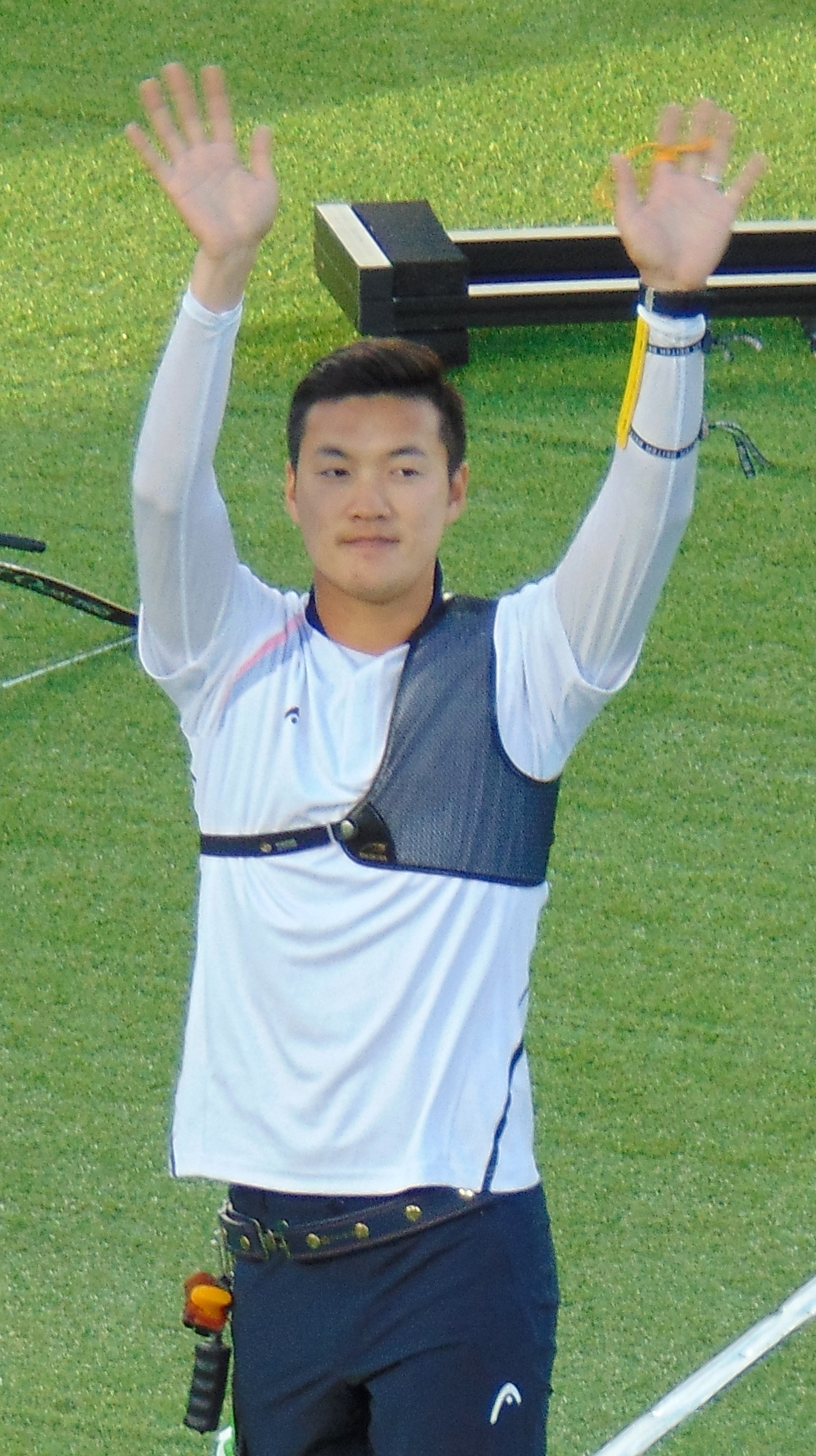
تصویر کو بون-چان در مسابقه

کو بون-چان (انگلیسی: Ku Bon-chan؛ زادهٔ ۳۱ ژانویهٔ ۱۹۹۳) یک کماندار اهل کره جنوبی است که در مسابقات المپیک تابستانی ۲۰۱۶ در رشتهٔ تیراندازی با کمان تیمی مردان، به‌همراه کیم وو جین و لی سئونگ-یون صاحب مدال طلا شد.